# Zíssis Babanássis
Zíssis Babanássis (en grec moderne : Ζήσης Μπαμπανάσης), né le 3 août 1964 à Budapest, Hongrie, est un escrimeur grec spécialiste du sabre.

## Carrière
Aux Jeux de 1984, boycotté par le bloc de l'Est, Babanássis figure parmi le tableau final de seize tireurs, après deux premiers tours de poules qualificatives réussies. Il y perd son match du premier tour contre Peter Westbrook. La formule de la compétition comprenant un tableau de barrage en deux tours pour revenir en course en quarts de finale, il bat le Chinois Wang Ruiji au premier tour avant d'échouer contre l'Italien Giovanni Scalzo au deuxième tour et de prendre la onzième place finale. Il ne parvient pas à répéter cette performance lors des compétitions mondiales suivantes, atteignant au mieux la trentième place aux championnats du monde d'escrime 1990 (il ne prend pas part aux Jeux de 1988).
C'est durant les championnats d'Europe 1991, les premiers après huit ans sans championnat, qu'il signe son unique podium en grand championnat, en s'invitant sur un podium complété par trois sabreurs hongrois. Malgré cette performance encourageante, ses résultats aux Jeux de 1992 ne suivent pas. Sorti d'un premier tour de poule avec quatre victoires et deux défaites (dont une contre Giovanni Scalzo), il échoue au premier tour du tableau principal contre Csaba Köves, avant d'être battu en barrage par Daniel Grigore. Il se classe finalement vingt-septième. L'année suivante, il réussit sa meilleure performance aux championnats du monde en prenant la quatorzième place.

## Palmarès
- Championnats d'Europe d'escrime
  -  Médaille de bronze aux championnats d'Europe d'escrime 1991 à Vienne